# Liste der Monuments historiques in Plaudren
Die Liste der Monuments historiques in Plaudren führt die Monuments historiques in der französischen Gemeinde Plaudren auf.

## Liste der Bauwerke
| Bezeichnung | Beschreibung | Standort          | Kennzeichnung | Schutzstatus | Datum | Bild |
| ----------- | ------------ | ----------------- | ------------- | ------------ | ----- | ---- |
| Calvaire    |              | Saint-Bily (Lage) | PA00091473    | Inscrit      | 1929  |      |

## Liste der Objekte
- Monuments historiques (Objekte) in Plaudren in der Base Palissy des französischen Kultusministeriums